# Tropical Park (Floride)
Tropical Park est une census-designated place du comté de Brevard, dans l'État de Floride, aux États-Unis. En 2020, elle compte une population de 2 013 habitants.